# Ruspina
Ruspina, het huidige Monastir in Tunesië, was een Fenicische stad aan de Golf van Hammamet.

## Onder Carthago
De stad werd gesticht als kolonie van de Fenicische stad Tyrus en groeide uit tot een welvarende havenstad. In de 6e eeuw werd Carthago de belangrijkste macht in de regio: de westelijke Fenicische koloniën en handelsposten werden door Carthago overgenomen en ook vele nieuwe werden door hen gesticht. Behalve het oude Utica werden alle Fenicische nederzettingen gedwongen hun muren af te breken. Verder moesten ze hun leger ontbinden en geld of troepen aan Carthago leveren. Ook Ruspina kwam onder Carthaags bestuur, waardoor de stad aan betekenis verloor.

## Onder Rome
In 146 v.Chr., na de vernietiging van Carthago door de Romeinen aan het einde van de Derde Punische Oorlog, werd Ruspina een Romeinse stad. Tijdens de Romeinse periode was Ruspina een vrije stad met een grote mate van autonomie. In 46 v.Chr. nam de Romeinse veldheer Julius Caesar de havensteden Leptis Parva en Ruspina in. Hij liet ze versterken om als uitvalsbasis te dienen in Caesars wintercampagne tegen zijn voormalige onderbevelhebber Titus Labienus, die in de burgeroorlog tussen Pompeius en Caesar de zijde van Caesars rivaal Pompeius gekozen had. Op 4 januari 46 v.Chr. vond bij de stad de Slag bij Ruspina plaats. Labienus won, maar wist de steden niet in te nemen.
Ruspina bleef nog lange tijd een belangrijke havenstad, ook nadat Noord-Afrika in de 5e eeuw onder bestuur van het Vandaalse rijk kwam te vallen. Toen de Byzantijnse generaal Belisarius in 533 Carthago veroverde, kwamen de Vandaalse bezittingen in handen van het Byzantijnse Rijk. In de 7e eeuw werd Noord-Afrika veroverd door de Arabieren: de meeste havensteden werden vernietigd, waaronder ook Ruspina. De stad werd nooit meer opgebouwd.

## Peutingerkaart

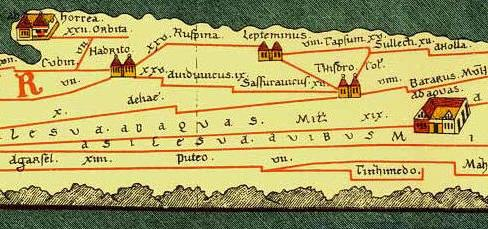
Gedeelte van de Peutingerkaart met Ruspina bovenin, links naast Lepteminus.

De Peutingerkaart (Tabula Peutingeriana) is een 13e-eeuwse kopie van een Romeinse reiskaart van het Romeinse Rijk uit de 3e tot 4e eeuw. Ruspina wordt vermeld op de Peutingerkaart tussen Hadrito (Hadrumetum) en Lepteminus (Leptis Minor).